# 經驗傳承
經驗傳承（英語：Lessons learned）是從以往活動中得到的經驗，應該在未來的活動或行動時列入考慮。
有許多有關經驗傳承的定義。美国国家航空航天局、欧洲空间局和宇宙航空研究開發機構使用的定義如下：「經驗傳承是指因著經驗所獲得的知識或認知。經驗可能以是正面的，例如成功的測試或發射，也可以是負面的，例如失敗或不幸……經驗傳承需是有明確影響的，對運作真實的造成影響，或是可以假定會造成影響，在技術和事實上都是正確的，而且可以識別出特定的設計、程序或決策可以減少潛在失敗或不幸的機率，或是強化正面的結果。」
经济合作与发展组织的发展援助委员会定義經驗傳承是「根據專案、計劃或政策上經驗評估得到，從特定環境抽離到較廣泛情境的通則。經驗傳承多半會強調在準則、設計及實施上會影響成效、產出以及影響力的強項或是弱點。」
在联合国的實務上，此概念有出現在建设和平委员会的經驗學習工作小組（Working Group on Lessons Learned）中。
軍事領域的經驗傳承分析需要由領導者帶領，進行事後匯報。此匯報的範圍會以經驗傳承的角度為主，比標準的行動後檢討（英語：after-action review）更廣。其中會用事件重建的作法，或者讓個人表示在事件中對於角法及認知的看法，以最適合情況和時間的方式進行。

## 延伸閱讀
- NASA Lessons Learned （页面存档备份，存于）
- Levy, M. (2017). A Holistic Approach to Lessons Learned: How Organizations Can Benefit from Their Own Knowledge. CRC Press.
- Milton, N. (2010). The Lessons Learned Handbook: Practical approaches to learning from experience. Elsevier.